# Бендзино (гмина)
Бендзино (пол. Będzino) — сельская гмина (волость) в Польше, входит как административная единица в Кошалинский повет, Западно-Поморское воеводство. Население — 9262 человека (на 2005 год).